# Maria Ängquist-Klyvare
Maria Ängquist-Klyvare, född 5 april 1953 i Stockholm, är en svensk konstnär som arbetar bland annat med skulpturer och stormosaik.
Maria Ängquist-Klyvare utbildade sig ursprungligen till keramiker. Vid utställningen Spår på Galleri Kaolin i Stockholm 1982 visade hon mer än bara enskilda lerskulpturer, nu kom även rummets gestaltning med i bilden. Hon uppmärksammades 1988 på Liljevalchs utställning Ting äger rum med ett självporträtt bestående av över tusen 7 x 7 centimeter stora keramiska plattor som var sammanhållna med koppartråd och kunde hängas mitt i rummet. Hon hade överfört ett pixlat fotografi av sig själv till en 210 x 230 centimeter stor mosaik. Med denna teknik reduceras bilden till ett fåtal nyanser och upplösningen är så grov att det krävs ett större avstånd för att kunna uppfatta bildens motiv. 
Maria Ängquist-Klyvares verk har ställts ut bland annat i Steninge slott, Liljevalchs konsthall, Kulturhuset i Stockholm, Nacka konsthall samt på konstutställningar i bland annat Tyskland, Nederländerna, Polen, Turkiet, Algeriet och Norge.

## Grått i grått
Stormosaiken ”Grått i grått” under Etsarvägens viadukt till Grynkvarnsparken i södra Stockholm är framställd av kvadratiska kakelplattor med format 11 x 11 centimeter i 16 olika grå nyanser. Motivet visar ett badande barn, vilket framgår först när man betraktar konstverket på avstånd. Enligt Maria Ängquist-Klyvare berättar bilden om ett tryggt och lyckligt ögonblick sommaren 1955, när hon med sin mamma för första gången badade på riktigt utanför badbaljan. Mammans armar håller henne i ett stadigt grepp. En avgränsad yta under viadukten består av polerad sten och skall spegla som vatten. Även betongen och bergväggen mittemot är integrerade i "rummet" under viadukten.

## Offentliga verk i urval
- ”I våra händer” (1997), Vårbergs tunnelbanestation för Storstockholms Lokaltrafik
- ”Julia hjular” (1998) i Astrid Lindgrens barnsjukhus i Solna för Stockholms läns landsting
- ”Grått i grått” (1998) i Grynkvarnsparken i Stockholm för Statens konstråd
- ”Beröring” (1999) på 24 entréer till bostadshus i Norsborg i Botkyrka kommun för Statens konstråd.
- ”Lysande bänk” (1998) i Rosendals trädgård, Stockholm
- Utsmyckning av några cirkulationsplatser i Kungens kurva, Huddinge kommun
- ”Lysande tefat” (2004), aluminium med en dekor av fluorescerande film i glada färger, Huddinge kommun
- ”Julias hand” (2009), betong, olika platser i Stockholm

## Fotogalleri

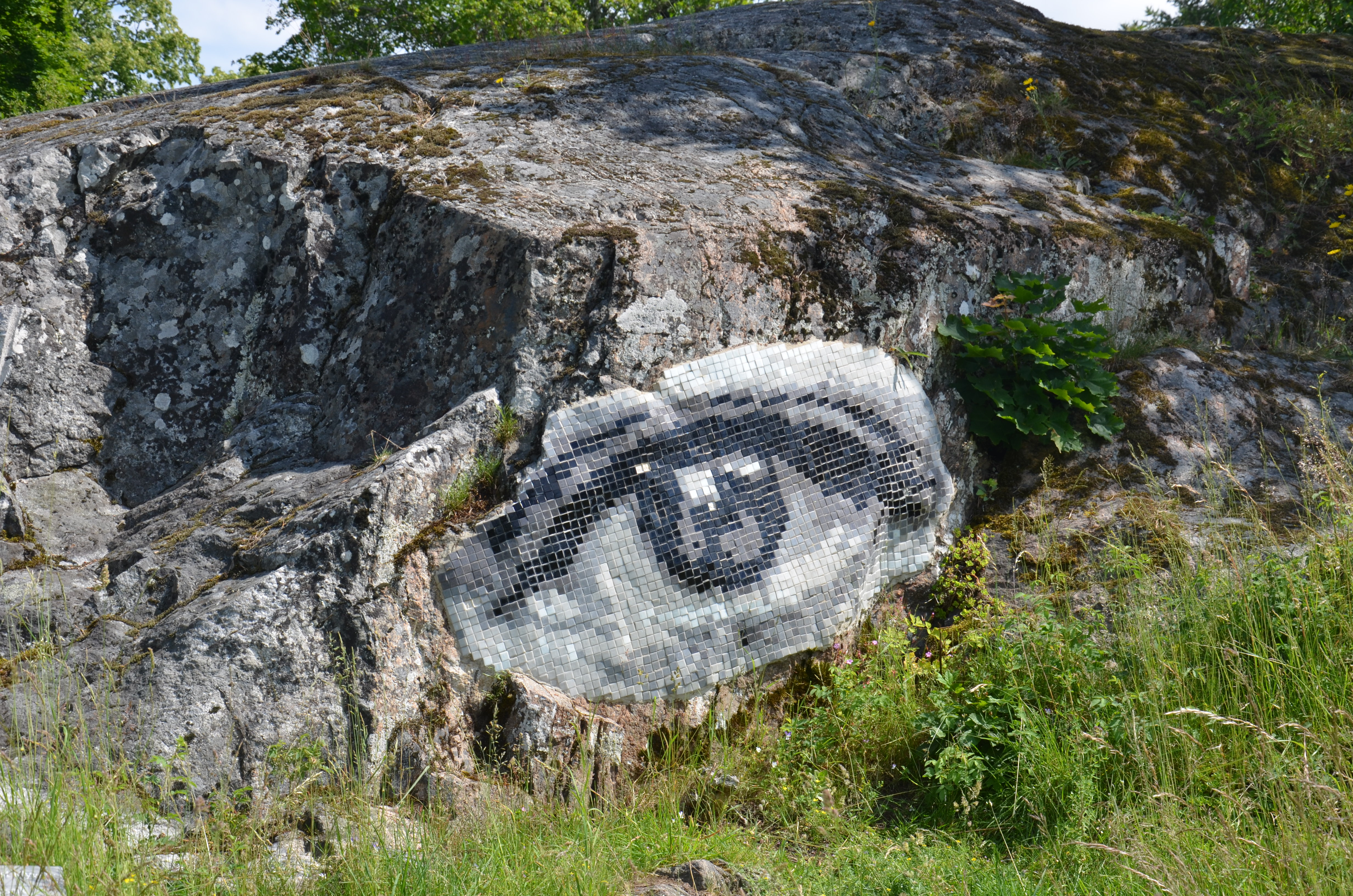
Öga, mosaik, Görvälns slott
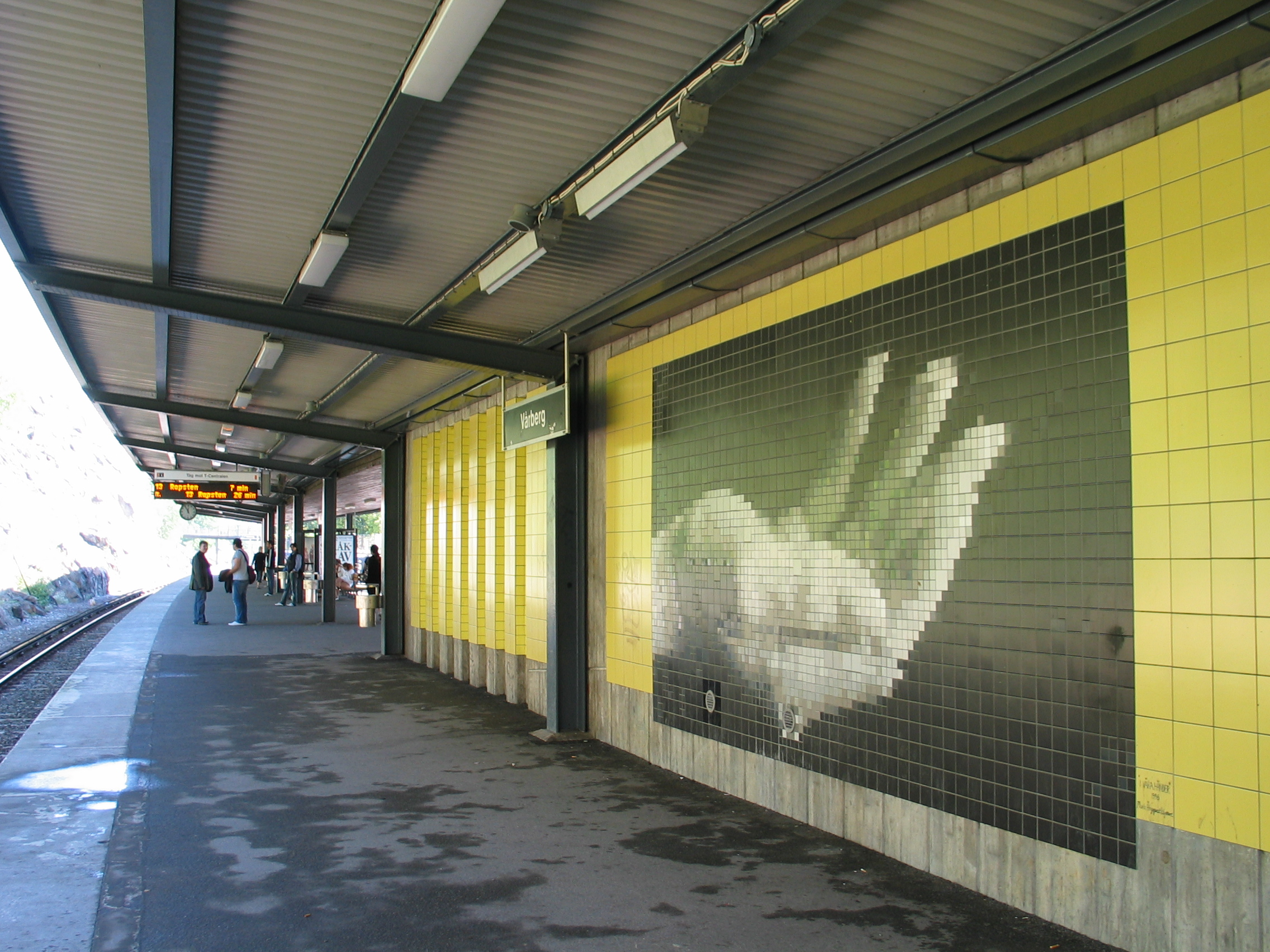
Händer, mosaik, Vårberg
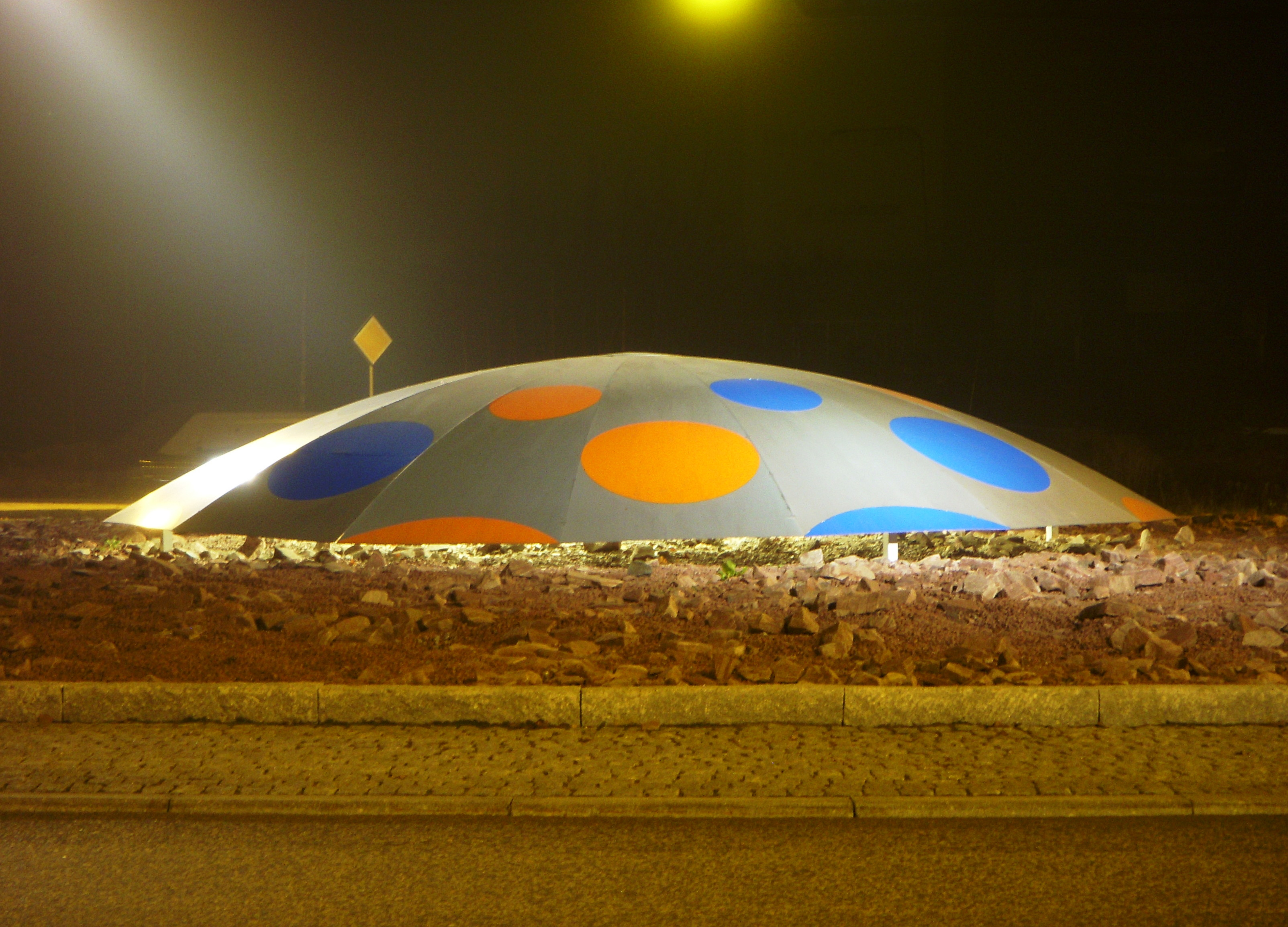
Lysande tefat, plåt, Kungens kurva
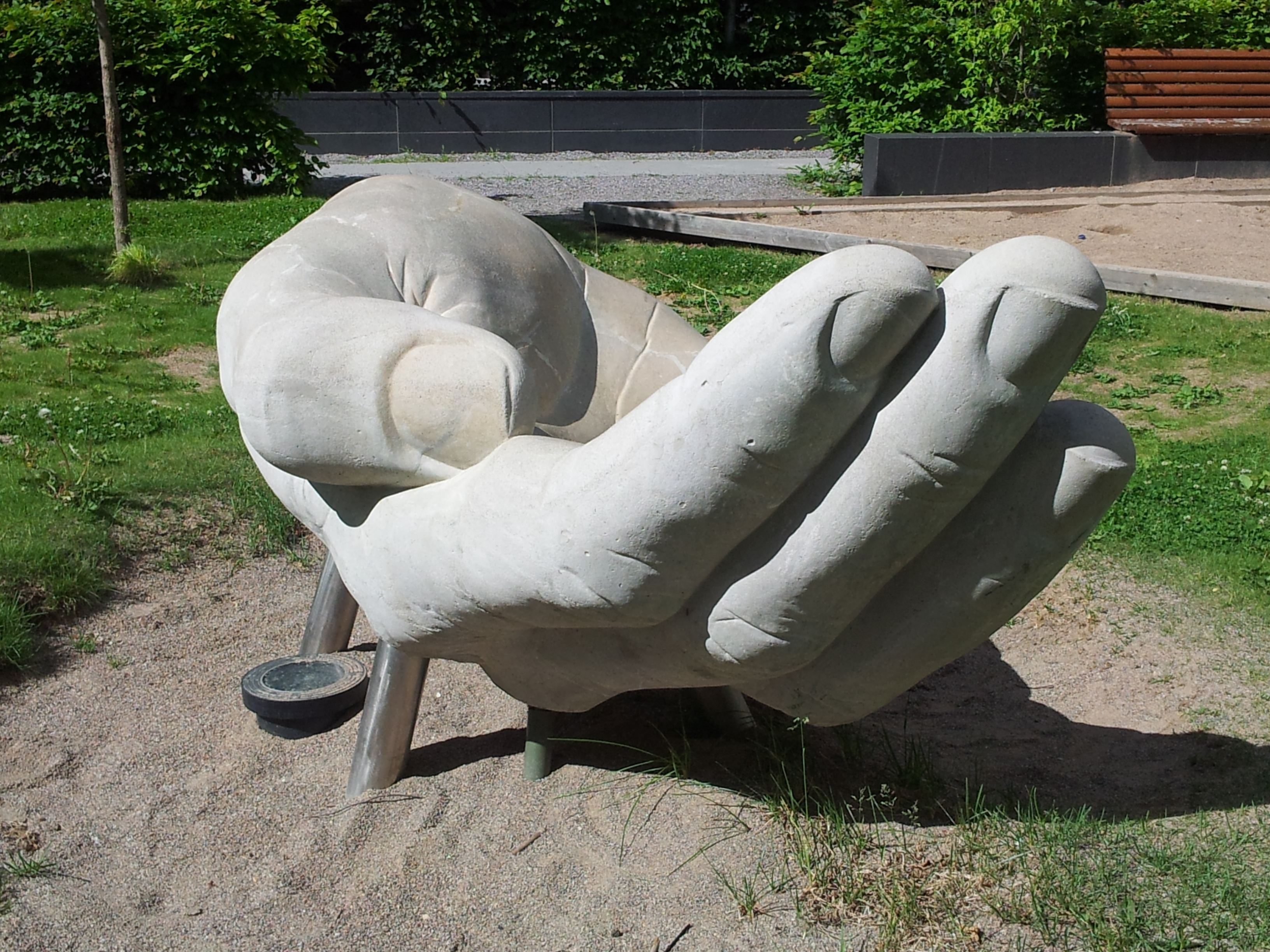
Julias hand i Hammarby sjöstad